# La Grande Vie (film, 1960)
Pour les articles homonymes, voir La Grande Vie.
Pour plus de détails, voir Fiche technique et Distribution.
 La Grande Vie est un film germano-franco-italien réalisé par Julien Duvivier, sorti en 1960.

## Synopsis
En Allemagne, Doris Putzke est une petite dactylo idéaliste, à la recherche d'un grand amour qui s'accompagnerait d'un train de vie aisé. Elle va de désillusion en désillusion, se leurrant constamment sur les intentions de ses amants successifs.

## Fiche technique
- Titre : La Grande Vie
- Titre d'origine : Das kunstseidene Mädchen
- Réalisation : Julien Duvivier
- Scénario : Julien Duvivier, René Barjavel et Robert Adolf Stemmle d’après le roman d’Irmgard Keun La Jeune fille en soie artificielle (Das kunstseidene Mädchen, 1932)
- Dialogues : René Barjavel, Robert Adolf Stemmle
- Musique : Heino Gaze, Willi Hoffman
- Direction de la photographie : Göran Strindberg
- Montage : Klaus Eckstein
- Décors : Gabriel Pellon, Peter Röhrig, Rolf Zehetbauer
- Pays de production :  Allemagne de l'Ouest,  France,  Italie
- Langue de tournage : allemand
- Année de tournage : 1959
- Producteurs : Kurt Ulrich, Alf Teichs
- Sociétés de production : Capitole Films (France), Société Nouvelle PathéCinéma (France), Kurt Ulrich Filmproduktion GmbH (Allemagne de l'Ouest), Novella Film (Italie)
- Société de distribution : Pathé
- Format : noir et blanc — 35 mm — 1.37:1 — son monophonique
- Genre : drame
- Durée : 100 minutes
- Dates de sortie : 
  - Allemagne de l'Ouest : 16 février 1960
  - France : 20 juillet 1960

## Distribution
- Giulietta Masina : Doris Putzke
- Gustav Knuth : Arthur Grönland
- Gert Fröbe : le docteur Kölling
- Agnes Fink : Thérèse
- Alfred Balthoff : Fred Wieland
- Robert Dalban : le garçon d’hôtel
- Ingrid van Bergen : Ulla